# SYSTEM.INI
SYSTEM.INI é um arquivo INI usado em versões antigas do Microsoft Windows (a partir da 1.01 até a Me) para carregar os drivers do computador, entre outras configurações principais do sistema. O arquivo se parece normalmente com:
```
; for 16-bit app support
[drivers]
wave=mmdrv.dll
timer=timer.drv
[mci]
[driver32]
[386enh]
woafont=dosapp.FON
EGA80WOA.FON=EGA80WOA.FON
EGA40WOA.FON=EGA40WOA.FON
CGA80WOA.FON=CGA80WOA.FON
CGA40WOA.FON=CGA40WOA.FON
```